# Коронація в Російській імперії

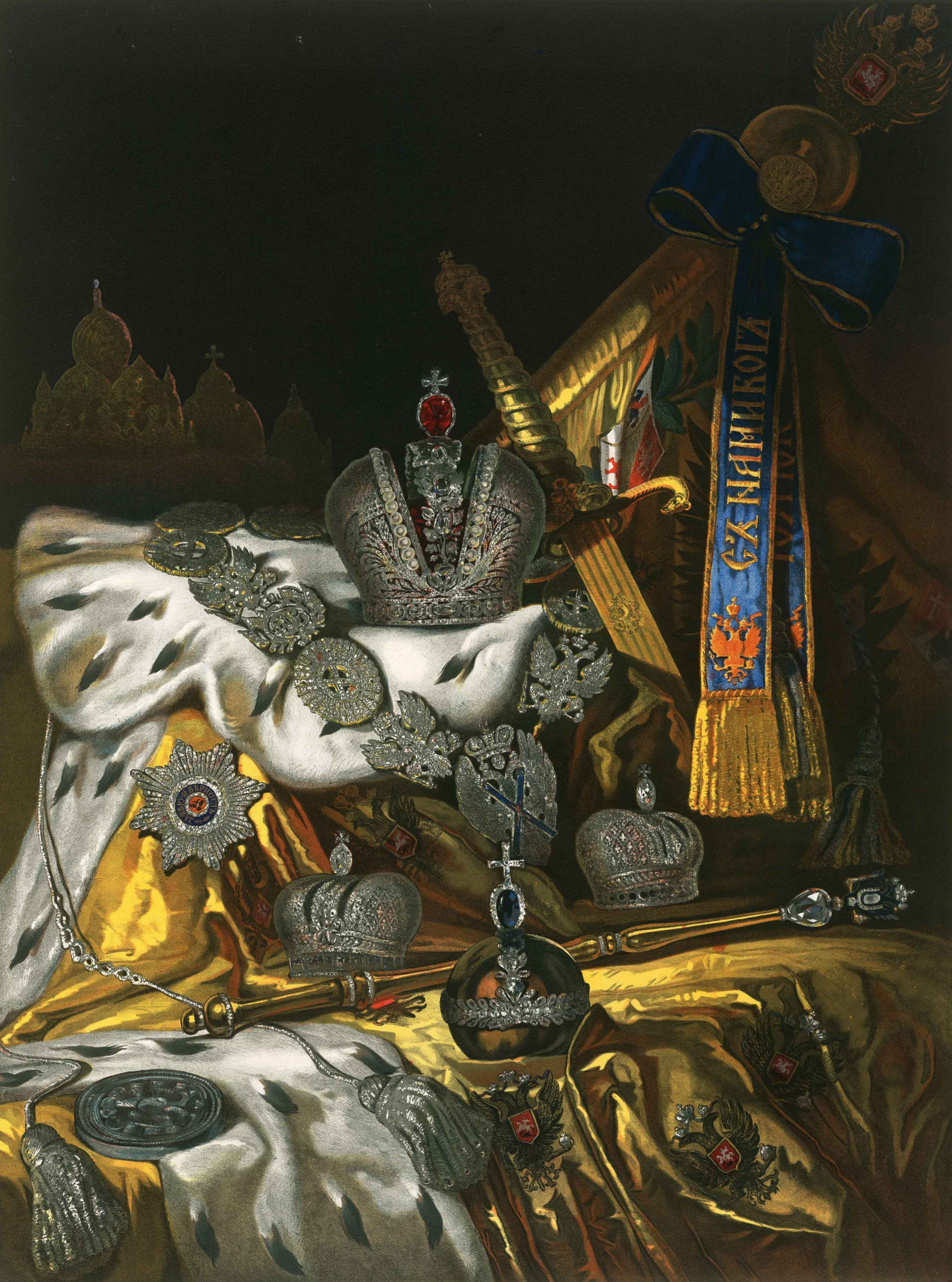
Царські регалії

Коронація в Російській імперії - урочиста релігійна церемонія, під час якої російський цар (імператор) був коронований, вкладений в регалії, помазаний олією і офіційно благословенний церквою для початку свого правління. 
В Московії цей ритуал виникає під впливом дружини Івана III візантійської принцеси Софії Палеолог та закріплюється внаслідок імперських амбіцій його онука Івана IV. 
Коронація в «європейському стилі», що замінила попередню церемонію «вінчання на царство» вперше була застосована для Катерини I у 1724 р. Оскільки Московія претендувала на статус "Третього Риму" і хотіла замінити Візантію (Східну Римську імперію), московський обряд був розроблений таким чином, щоб підкреслити зв'язок їх царів з т.з. "Другим Римом" - Константинополем.
Вважалось, що цар повинен бути помазаний і увінчаний царським вінцем відповідно до православного обряду, щоб мати успішне правління. Хоча церква підпорядковувалась державі в Російській імперії, ця служба надалава царям політичної легітимності.
Термін "вінчання на царство" підкреслював рітуальне одруження правителя зі своїми підданим.
Навіть коли імперська столиця знаходилася в Санкт-Петербурзі (1713–1728, 1732–1917), російські коронації завжди проводилися в Москві в Успенському соборі в Кремлі. Остання коронаційна служба відбулася 26 травня 1896 року для Миколи II та його дружини Олександри Федорівни, які стали остатанніми царем та царицею Росії. Російські імператорські регалії пережили революцію та комуністичний період, і зараз знаходяться в музеї в Оружейній палаті Кремля.

## Історія
Вперше в Московії коронувався князь Іван IV Грозний в 1547 році, з того часу він почав використовувати титул "цар". Ритуал помазання на царство цей обряд не передбачав. 
1561 року візантійське духовенство передало Івану IV книгу коронації імператорів Східної Римської імперії. Тоді ж був складений чин вінчання на царство в Московії.
При цьому обряд помазання на царство був помилково ототожнений з миропомазанням, хоча і в Європі і в Константинополі ці обряди різнилися: на відміну від Москви, там помазання на владарювання передувало коронації, а не навпаки. 
Вінчання на царство Федора Івановича 31 травня 1584 року був першим, здійсненим за затвердженним (взятим з візантійського) чином коронації з «великим виходом» в Успенський собор (де були влаштовані особливі царські місця) і врученням йому «яблука державного». Пізніше великий вихід здійснювався на Золотий ганок Грановитої палати.
Особливою церемонією була коронація Дмитрія I, що відбулась 1605 року.
На відміну від всіх інших коронаційних церемоній в Московії, порядок коронації Дмитрія I був потрійний: традиційну шапку Мономаха і барми в Успенському соборі поклав на царя Патріарх Ігнатій. Пізніше він же увінчав Дмитрія короною, надісланою імператором Священної Римської імперії, вручив скіпетр і державу. І нарешті, в Архангельському соборі в прибудові Іоанна Лествичника біля трун Івана Грозного і Федора Івановича поклав на нового монарха т.з. «царську корону» - шапку Казанську.
Коронаційні регалії були привезені в Москву імператорським послом Генріхом фон Логау в 1604 році. Друга корона, за свідченням архієпископа Арсенія Елассонського, була надіслана імператором Священної Римської імперії Рудольфом II і була практично ідентична імператорській короні. Ймовірно цю корону вивезли з Москви поляки в 1611-1612 роках.
1610 року було виготовлена й привезена до Москви т.з. Московитська корона. Хоча Владислав й не був коронований, він 1610 року був офіційно обраний та визнаний царем Московії, й залишався ним до 1634 року.
Всі коронації відбувалися в Успенському соборі Кремля й проводились митрополитами Московськими, а в синодальний період - головними архієреями. Подальша сакралізація фігури «помазаника» (царя) привела до того, що з XVII століття цар став головнішим за священнослужителів.

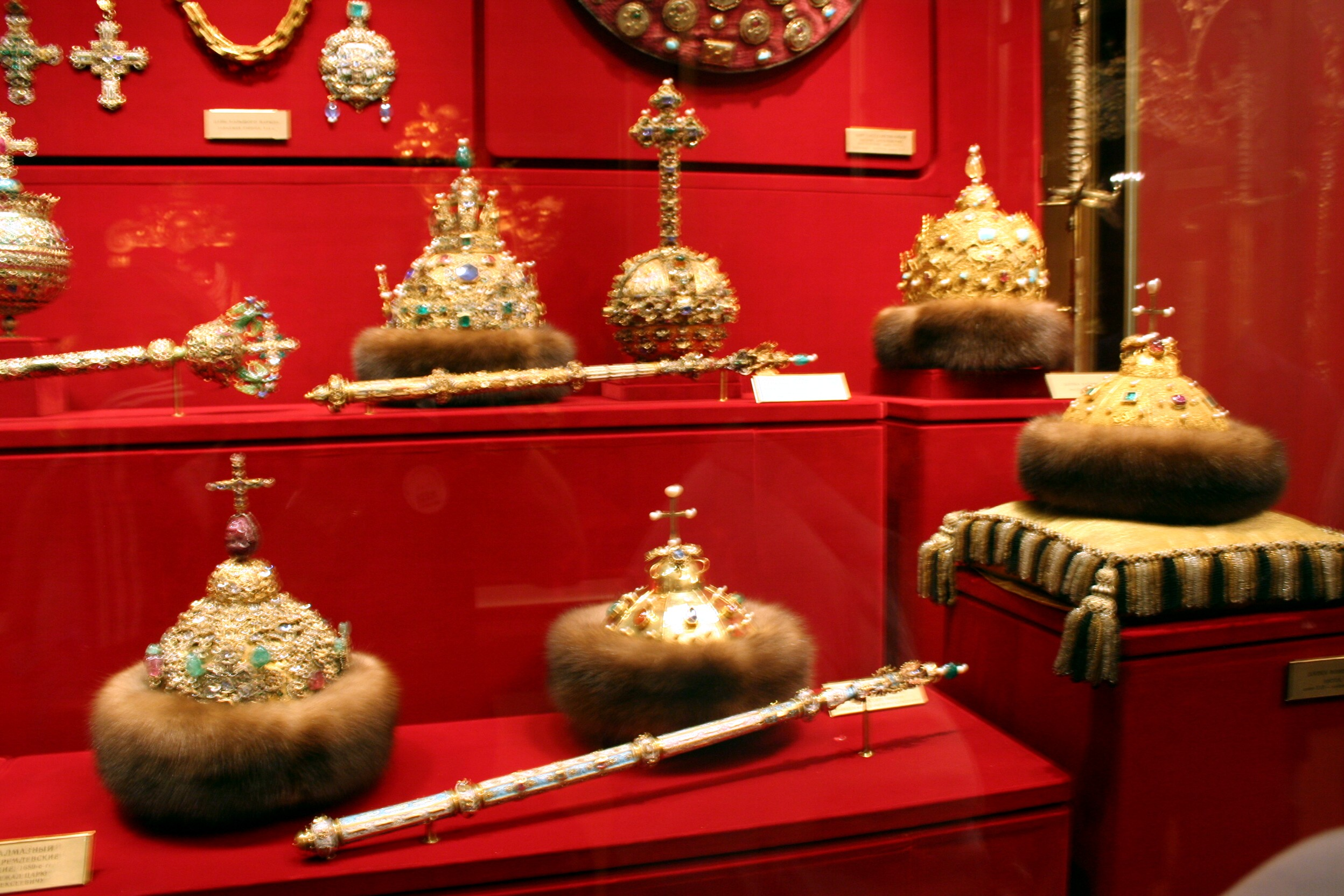
Шапки московський царів

Починаючи з Павла I, коронувалися також і дружини імператорів: меншу за розміром корону, покладав сам Государ, а не архієрей, причому цариця ставала перед своїм чоловіком на коліна. При коронації Олександра I відмінністю було те, що Єлизавета Олексіївна не ставала перед своїм чоловіком на коліна, а стоячи прийняла на свою голову корону. Звичай ставати на коліна був повернутий під час коронації Олександра II.
Традиційною короною, починаючи з Івана IV є корона XIV століття - так звана шапка Мономаха. Для коронації Івана V і Петра I була виготовлена друга аналогічна шапка - «шапка Мономаха другого вбрання». Король Владислав IV Ваза планував коронуватися особливою «Короною Московитів».
Катерина I, Петро II, Анна Іванівна та Єлизавета Петрівна вінчалися на царство коронами європейського зразка. Від Катерини II і до Миколи II використовувалася одна і та ж "Велика імператорська корона", виготовлена ювелірами Екарт і Позье (з групою підмайстрів). Починаючи з коронації Павла I і Марії Федорівни в 1797 році для цариць використовувалися особливі малі корони.